# Transport Research Laboratory
Das Transport Research Laboratory (TRL) ist eine weltweit tätige britische Institution für Verkehrs- und Verkehrssicherheitsforschung. Bis zu seiner Privatisierung in den Jahren der Thatcher-Regierung war es etwa mit der deutschen Bundesanstalt für Straßenwesen vergleichbar. TRL arbeitet international mit ähnlichen Einrichtungen zusammen, wie dem CROW in den Niederlanden.
Die wichtigsten Bereiche, in denen TRL tätig ist, sind Straßen- und Verkehrssicherheit, bezogen auf Straßennetz und Fahrzeuge, Verkehrsmanagement, -planung und -überwachung, sowie Umweltwirkungen des Straßenverkehrs, wie Luftverschmutzung, Lärmbelastung und Klimaschutz. Ein Arbeitsfeld von TRL sind Unfallanalysen, wofür umfangreiche technische Möglichkeiten zur Verfügung stehen (z. B. 3D-Analysen).

## Forschungen und Ergebnisse (Auswahl)
Das Seitenkraftmessverfahren (kurz SKM oder Sideway-force Coefficient Routine Investigation Machine, kurz SCRIM) ist ein in Großbritannien, unter anderem am TRL entwickeltes Prüfverfahren zur Messung der Griffigkeit von Straßenoberflächen aus Asphalt, Gussasphalt und Beton. Neben der Qualitätssicherung beim Neubau von Straßen dient es auch zur Bewertung von länger bestehenden Straßenoberflächen.
Am TRRL entwickelte Frank Blackmore den Mini-Kreisverkehr und die dafür angepassten Vorfahrtregelungen, die 1975 ins britische Verkehrsrecht aufgenommen wurden. Kleine und Minikreisverkehre wurden mit Verzögerungen über Frankreich und die Schweiz seit den späten 1980er Jahren in zahlreichen Ländern Europas neu gebaut, seit den späten 1990er Jahren vermehrt auch in Deutschland. Hintergrund des Erfolgs ist, dass mit dieser Gestaltung und Regelung gegenüber anderen Arten von Knotenpunkten, wie signalisierten oder mit Beschilderung geregelten Knotenpunkten, Minderungen in der Unfallzahl und den Unfallfolgen zu erreichen sind. Auch Flächengewinne oder Lärmminderungen sind nachgewiesen.
TRL (oder unter dem Vorgängernamen: TRRL) hat in der Straßenverkehrsforschung zeitweise intensiv mit ähnlichen Einrichtungen in anderen europäischen Ländern zusammengearbeitet. 1989 führte die Initiative von TRRL zur Gründung eines Forums der Europäischen nationalen Straßenverkehrs-Forschungseinrichtungen mit der Abkürzung FEHRL.

### Software
TRL hat straßenverkehrsbezogene Software entwickelt wie Junctions, TRANSYT, Split Cycle Offset Optimisation Technique (SCOOT 7) und Urban-Traffic-Control, UTC.

## Geschichte
Das heutige TRL wurde 1933 gegründet als Road Research Laboratory (RRL), übersetzt Straßen-Forschungs-Labor, in Hamondsworth. Die Initiative dazu kam von der Britischen Regierung unter Premierminister Ramsay MacDonald. RRL wurde als nachgeordnete Institution dem damaligen Ministerium für wissenschaftliche und industrielle Forschung zugeordnet.
Während des Zweiten Weltkriegs arbeitete RRL auch an Rüstungstechnik, so unter William Glanville mit Forschungen an verschiedenen Arten von Panzerung, auch aus Plastikelementen, der Rollbombe und der Bunker-brechenden sogenannten Disney Bombe.
1972 wurde das RRL zum Transport and Road Research Laboratory (TRRL), dem Verkehrs- und Straßen-Forschungs-Institut. Es gehörte jetzt nicht mehr zum Wirtschafts- und Handelsministerium, sondern zum Umwelt- und Transportministerium.
TRRL wurde 1992 dem Verkehrsministerium zugeordnet und änderte seinen Namen zum heutigen Transport Research Laboratory (TRL).
TRL wurde 1996 privatisiert.
Heute hat TRL mehr als 1000 Kunden in zahlreichen Ländern. Neben dem Hauptsitz in Crowthorne bestehen Niederlassungen in Birmingham, Edinburgh, London sowie in Deutschland und Indien. Inzwischen wird überwiegend die Abkürzung TRL anstelle des vollständigen Namens genutzt.

## Eigentümerstruktur
Um wirtschaftlich und wissenschaftlich unabhängig zu bleiben, ist TRL im Eigentum einer Stiftung, der Transport Research Foundation (TRF),, mit 80 Mitgliedern aus der Verkehrswirtschaft. Die TRF ist organisiert als non-profit-Organisation, in der alle Gewinne reinvestiert werden in Dienstleistungen oder Ausweitungen des Geschäftsbetriebs, nicht jedoch in Ausschüttungen an die Eigentümer. Gewinne von TRL werden investiert in eigene Forschungsprogramme, die vom TRF ausgewählt werden, zu Verkehrssicherheit, Umweltwirkungen und nachhaltiger Entwicklung.